# 해운대구 (선거구)
헤운대구는 대한민국의 옛 국회의원 선거구이다. 당시 부산광역시 해운대구 지역을 관할했다.

## 역사
제13대 국회의원 선거를 앞두고 남구·해운대구 선거구에서 독립하여 신설되었다.
제15대 국회의원 선거를 앞두고 양산군에서 일부 지역이 기장군으로 독립한뒤 부산광역시로 편입되었다. 이에 해운대구와 기장군을 함께 관할하는 해운대구·기장군 갑, 해운대구·기장군 을 선거구로 분할되면서 폐지되었다.

## 역대 국회의원
| 선거   | 정당 | 정당       | 의원   |
| ------ | ---- | ---------- | ------ |
| 1988년 |      | 통일민주당 | 이기택 |
| 1992년 |      | 민주자유당 | 김운환 |

## 역대 선거 결과

### 대한민국 제13대 국회의원 선거
|  | 48.30% |

|  | 30.28% |

|  | 9.37% |

|  | 8.06% |

|  | 3.96% |

### 대한민국 제14대 국회의원 선거
|  | 51.74% |

|  | 28.21% |

|  | 11.39% |

|  | 8.64% |